# Peragrarchis pelograpta
Peragrarchis pelograpta is een vlinder uit de familie van de Carposinidae. De wetenschappelijke naam van de soort is voor het eerst geldig gepubliceerd in 1929 door Meyrick.